# Cetariu
Cetariu (węg. Hegyközcsatár) – wieś w Rumunii, w okręgu Bihor, w gminie Cetariu. W 2011 roku liczyła 1055 mieszkańców.